# سیارک ۶۷۸۹
سیارک ۶۷۸۹ (به انگلیسی: 6789 Milkey، نامگذاری:1991RM6) شش هزار و هفتصد و هشتاد و نهمین سیارک کشف شده‌است که در ۴ سپتامبر ۱۹۹۱ کشف شد.
قدر مطلق سیارک برابر ۲۴.۵ است.